# Masters de París 1979
El Abierto de París 1979 fue un torneo de tenis jugado sobre moqueta. Fue la edición número 11 de este torneo. Se celebró entre el 29 de octubre y el 4 de noviembre de 1979. 

## Campeones

### Individuales masculinos
Harold Solomon vence a  Corrado Barazzutti 6–3, 2–6, 6–3, 6–4.

### Dobles masculinos
Jean-Louis Haillet /  Gilles Moretton vencen a  John Lloyd /  Tony Lloyd, 7–6, 7–6
| Predecesor: París 1978 | Masters de París 1979 | Sucesor: París 1980 |